# جان جورج چیلدرن
جان جورج چیلدرن (انگلیسی: John George Children؛ ۱۸ مهٔ ۱۷۷۷ – ۱ ژانویهٔ ۱۸۵۲) یک شیمی‌دان، و حشره‌شناس اهل بریتانیا بود.